# Siska Van Daelen
Siska Van Daelen, pseudoniem van Hendrica Fransisca Joanna “Fanny” Delvaux (Antwerpen, 21 mei 1879 – Wilrijk, 12 november 1944), na haar huwelijk ook wel bekend als Fanny Resseler, was een feministe, anarchiste en dichteres. Ze publiceerde in anarchistische tijdschriften, zoals Onze Vlagge en Ontwaking.

## Leven en werk
Siska Van Daelen studeerde aan de Normaalschool van Brugge. Tot haar vijftigste jaar was ze onderwijzeres in het lager onderwijs. Het salaris gaf haar als basisinkomen de vrijheid om te schrijven, maar niet steeds de tijd. Niettemin was ze in haar tijd de productiefste anarchistisch geïnspireerde Vlaamse schrijfster. Het feit dat ze bekendheid verwierf door haar anarchistische publicaties is van belang geweest voor haar medewerking aan het tijdschrift Ontwaking en haar participatie aan de avant-garde.
In 1899 publiceerde ze onder het pseudoniem Siska Van Daelen een sonnet in Onze Vlagge, een tijdschrift dat uitgegeven werd door boekhandelaar en journalist Victor Resseler. Karel van de Woestijne las het en schreef hier vol lof over. In 1900 huwde ze met Victor Resseler (1877–1955). Het koppel kreeg in datzelfde jaar een zoon, Karel, hun enige kind.
Resseler was ook uitgever van Ontwaking, een anarchistisch tijdschrift voor kunsten, wetenschappen  en sociologie. Het was een van de weinige anarchistische Nederlandstalige bladen in het België van die tijd. Siska Van Daelen werkte er achter de schermen aan mee. Ze kreeg er tevens publicatieruimte voor haar natuur- en gelegenheidsgedichten. Ze publiceerde ook tal van sociaalkritische en politieke stukken.
Sommige van haar gedichten droeg ze op aan anarchistische boegbeelden of aan auteurs die ze bewonderde. Twee keer klom ze in de pen om haar steun te betuigen aan veroordeelde revolutionairen: een keer voor Maria Spiridonova, een minderjarige Russische revolutionaire die tijdens haar voorarrest in 1906 gemarteld werd, en een keer voor Vlaming Edward Joris (1876–1957), die in 1905 door de Turkse overheid mede ter dood veroordeeld werd voor zijn vermeende bijdrage aan een bomaanslag op de Turkse sultan Abdülhamit II. De titel van dit gedicht dat in 1906 verscheen was Donkere dag (Bij de terdoodveroordeeling van een vriend). Na verzameld protest van schrijvers en intellectuelen werd Joris in 1907 vrijgelaten.
Ontwaking is echter een tijdschrift dat slechts een klein intellectueel publiek had; de draagwijdte van Siska Van Daelens steunbetuigingen was bijgevolg beperkt. Maar ze maakte haar anarchistische gedichten dienstbaar aan de politieke beweging waar ze zich mee verbonden voelde en in die zin zijn haar gedichten activistisch en overstijgen ze de puur literaire waarde.
Siska Van Daelen publiceerde ook vertalingen, onder andere Liedjes van Opstand. De Wevers van Heinrich Heine, een aanklacht tegen de uitbuiting in de katoennijverheid. Behalve in Onze Vlagge en Ontwaking verschenen ook nog stukken van haar in De Vrije Tribune en Vlaamsch Leven. Ze gaf lezingen over haar favoriete auteurs, maar door hun kleinschaligheid vestigde ze hiermee evenmin een wijdverbreide naam.
Tot 1909 publiceerde ze in bijna elk nummer van Ontwaking een paar gedichten en liedteksten. Veel van deze teksten werden op muziek gezet, onder andere door componist Karel Candael. De liederen werden in liedboeken opgenomen en werden erg populair. Een bekend voorbeeld van een gedicht dat men kon zingen op een bestaande melodie van een populair lied is haar Klokkenlied. De eerste strofe luidt:
Over Rombout, allen, hoort!

Gaan nu weer de klokken luiden.

'k Hoor in’t nieuw, gehamerd woord

Wat de klok ons wil beduiden:

Zang van liefde, zang van leven

Voel ik hijgen, juichen, beven.

Zie ik ook den luider niet,

Ik bevroed zijn klokkenlied.— Siska Van Daelen, Klokkenlied
Haar eerste bundel, Lentevoozen, verscheen in 1912. René De Clercq vond haar debuutbundel “vol rustige sterkte en zachten moed”. Een tweede bundel, Uit Dagen van Nood, verscheen in 1921. Met deze gedichten blikte ze terug op de Eerste Wereldoorlog.

## Vrouwenemancipatie
Na de Eerste Wereldoorlog vormden Van Daelen en haar man hun anarchistische overtuigingen om in een liberaal engagement. Ze spoorde tijdens haar politieke lezingen vrouwen aan zich in te zetten voor de vrouwenontvoogding, de Vlaamse zaak en de democratie. Ze eistemedezeggenschap stads- en staatsbesturen en gelijk loon voor gelijk werk. Dit laatste was nog lang niet verwezenlijkt. Volgens Delvaux bewijst de wetgeving onverminderd “dat mannen een menigte voorrechten tot eigen voordeel hebben aangewend”. Ook vond ze dat de ondergeschiktheid van de gehuwde vrouw nog altijd een algemeen aanvaarde situatie was. Ze stelde dat de eis voor ontvoogding nog voor veel mannen en vrouwen werkte “als een roode doek op den stier”.

## Publicaties (selectie)

### Boeken
- 1912: Lentevoozen (poëzie), Antwerpen: V.Resseler/Bussum: C.A.J. van Dishoeck
- 1921: Uit dagen van nood (oorlogspoëzie) Antwerpen: S.V.Lectura/Bussum: C.A.J. van Dishoeck

### Publicaties in tijdschriften
- Verzen: Onze Vlagge 1 (1899:19/20), 286-288
- Sonnetten: Ontwaking 3 (1902), 43-44
- We speelden: De Vrije Tribune 2 (1904), 230
- Meertsche Buien; Aprilsche Grillen': Ontwaking 5 (1905), 191-192
- Ik ben een kind uit Vlaanderland: De Week 2 (1911:49), 2
- Bij de Consciense-viering: De Witte Kaproen 2 (1912:9), 1

Een uitgebreide en volledige bibliografie is te vinden bij Schrijversgewijs.
- Digitale Bibliotheek voor de Nederlandse Letteren: dael013
- International Standard Name Identifier: 0000 0001 0182 0519
- Library of Congress Control Number: no2010144451
- Nederlandse Thesaurus van Auteursnamen: 326403043
- Virtual International Authority File: 151694209